# Already Gone (Kelly Clarkson)
"Already Gone" je pjesma američke pjevačice Kelly Clarkson, objavljena 11. kolovoza 2009. godine kao treći singl s njenog albuma All I Ever Wanted.

## Popis pjesama
Digitalni download
1. "Already Gone" - 4:41

CD singl
1. "Already Gone" - 4:41
2. "Already Gone" (Bimbo Jones Radio Mix) - 3:31

## Ljestvice
| Ljestvice (2009.)       | Najviša pozicija |
| ----------------------- | ---------------- |
| Australija              | 12               |
| Austrija                | 37               |
| Belgija (Flandrija)     | 65               |
| Kanada                  | 15               |
| Nizozemska              | 78               |
| Novi Zeland             | 23               |
| Njemačka                | 23               |
| Rusija                  | 172              |
| SAD (Billboard Hot 100) | 13               |
| Švedska                 | 26               |
| Švicarska               | 15               |
| Ujedinjeno Kraljevstvo  | 66               |